# 世運花園

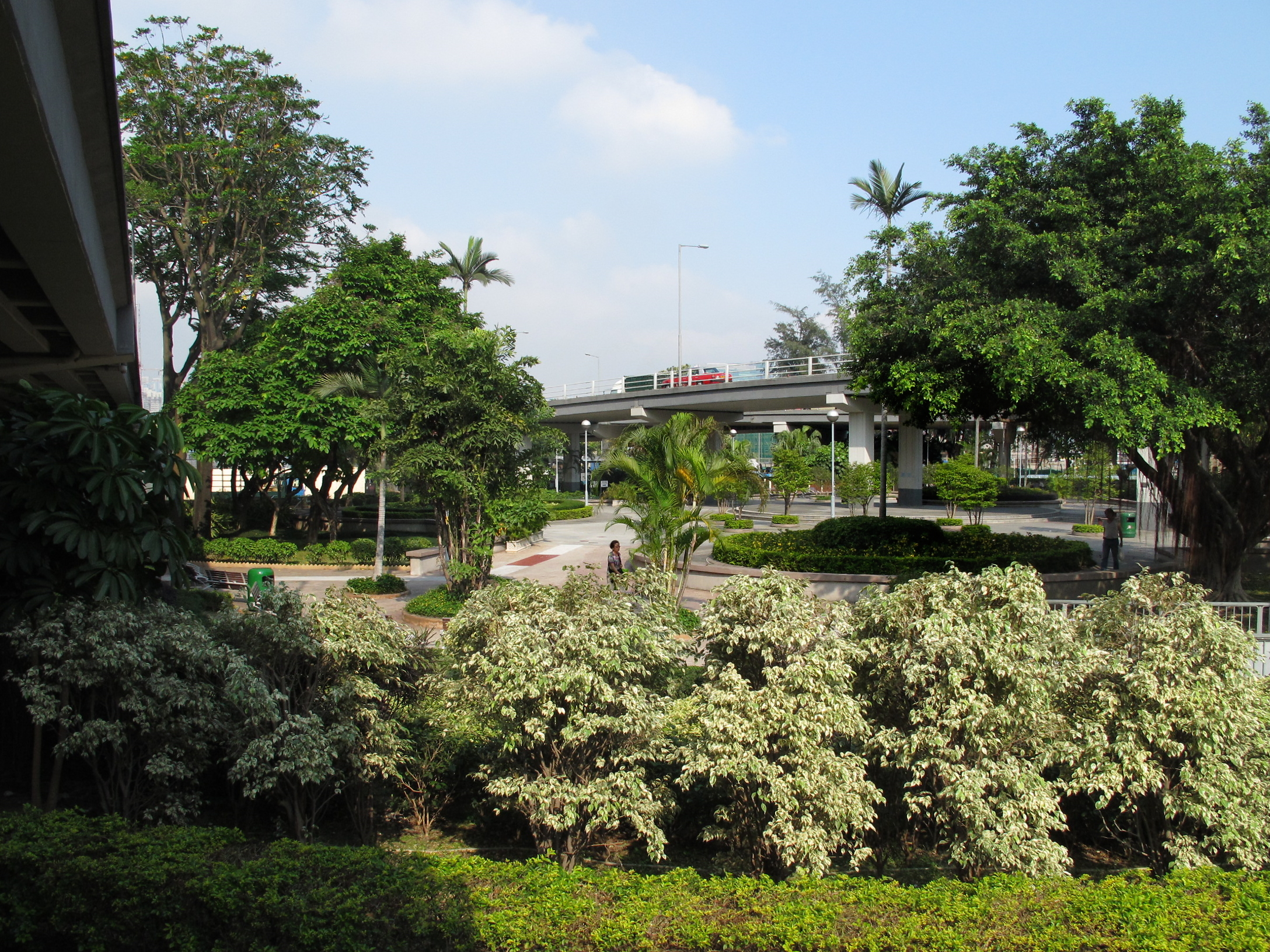
世運花園（2012年）

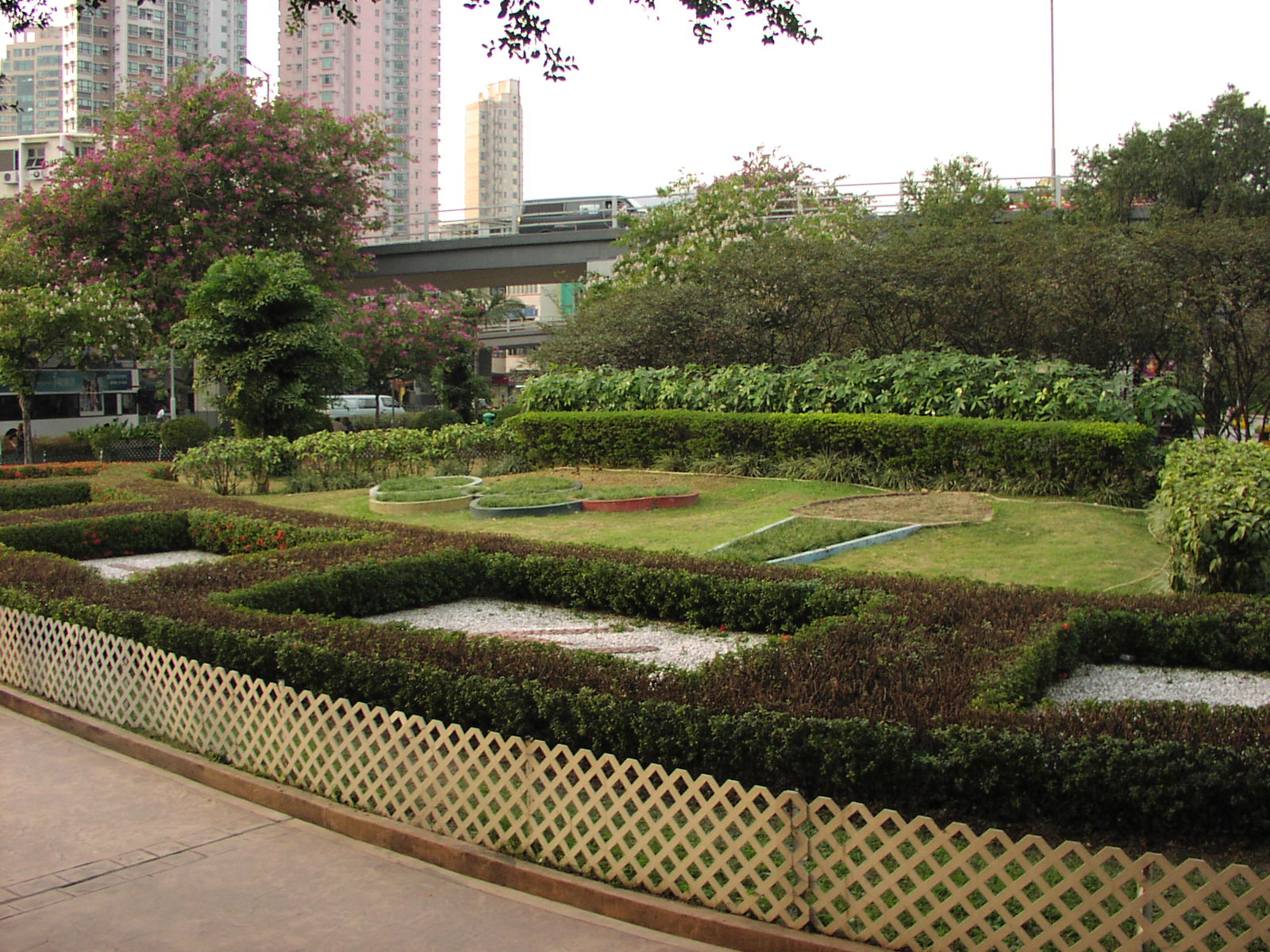
世運花園的五環及火炬圖案花壇

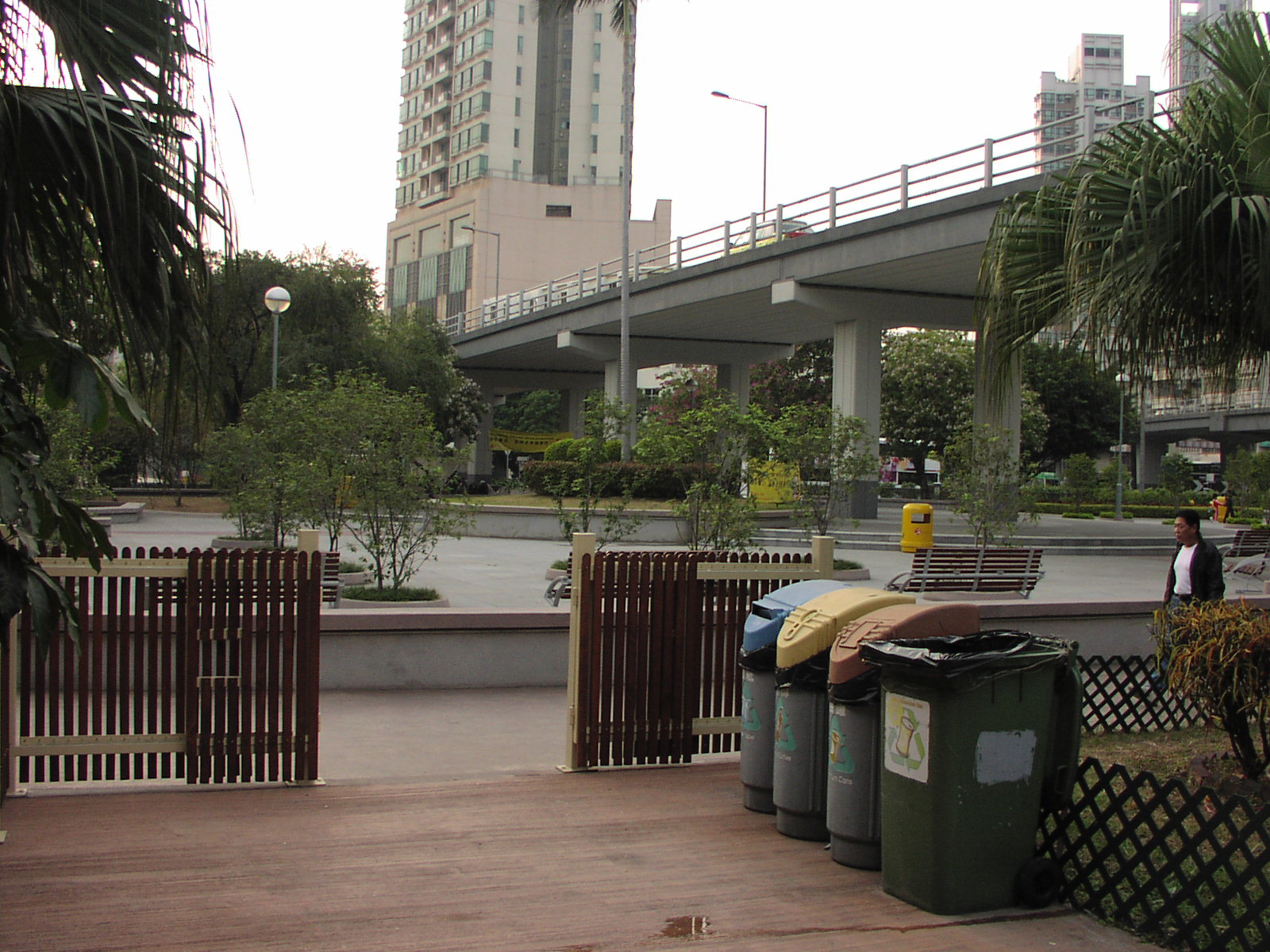
世運花園入口（2007年）

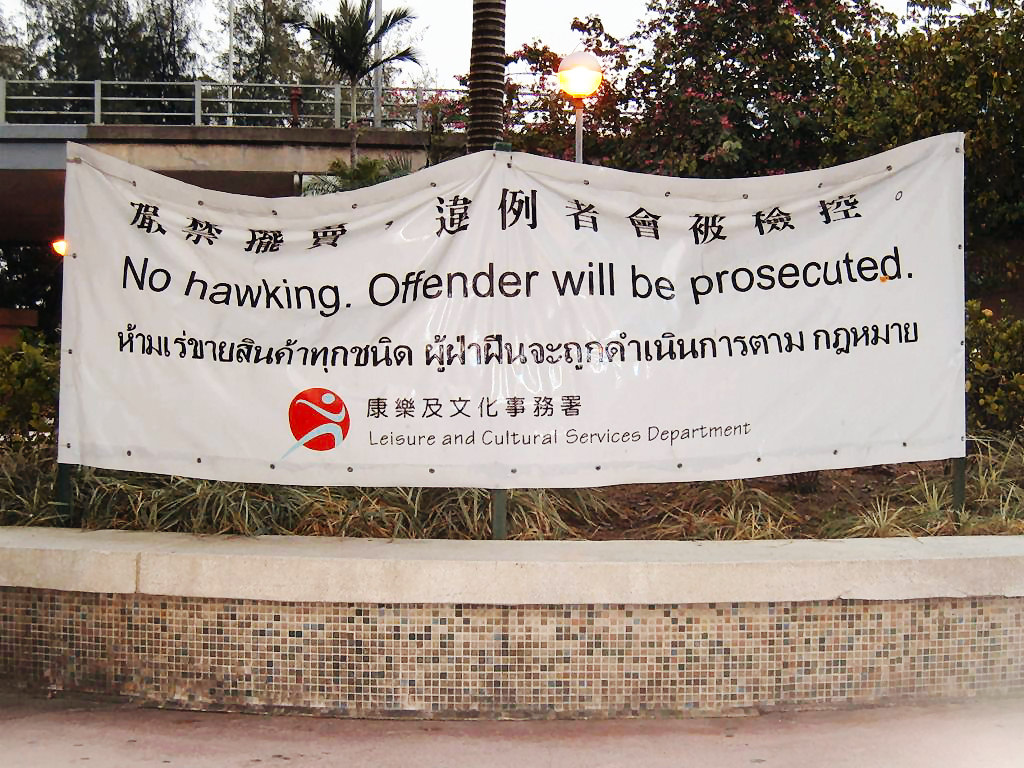
世運花園的中、英及泰文告示

世運花園（英語：Olympic Garden）俗稱「世運公園」，位於香港九龍九龍城以南，鄰近舊啟德機場，是香港首座以奧林匹克命名的地名。公園位於九龍城迴旋處之內，上方有亞皆老街至太子道東的行車天橋（1972年4月25日啟用），及來往太子道西／界限街及太子道東的行車天橋，太子道東、太子道西、亞皆老街及馬頭涌道都在此交匯，公園於1965年3月13日正式開放。

## 設計
重建前公園內奧運的元素不多，僅有五環及火炬作為圖案的花壇。此公園附近為舊啟德機場，鄰近宋王臺公園。由於九龍城有眾多泰國店舖及食肆，因而每個星期日都會有大量泰國女傭在此聚集，故場內的告示牌也以中文、英文及泰文書寫。
由於興建連接宋皇臺站和九龍城的出入口及其他車站工程，公園被徵用作臨時工地，部分設施被拆除。公園重建後加入以飛機為主題的遊樂設施，以紀念鄰近的啟德機場。公園上空的行車天橋，其中一個橋躉牆身繪上紀念香港2009東亞運動會的壁畫。惟紀念奧運的元素似乎已消失，只剩下公園名字紀念。

## 歷史
1964年夏季奧林匹克運動會聖火在希臘採集過後，運往主辦地日本東京途中於同年8月路經香港傳遞，是香港歷史上首次迎來奧運聖火。香港政府為了紀念此項盛事，將九龍城啟德機場附近一個迴旋處公園命名為世運公園，並且將附近的街道命名為世運道。世界運動會（簡稱世運）是當時香港對奧林匹克運動會的俗稱，並非指後來才出現的世界運動會。
1970年12月4日，時任教宗保祿六世訪問香港，港府當時派開篷跑車接載教宗，當教宗離開啟德機場時，不少市民都聚集在世運花園迎接教宗。
2012年11月26日，康樂及文化事務署宣布世運花園由即日至2016年12月30日關閉，以配合港鐵沙田至中環線興建工程。宋皇臺站B出口通道穿過公園下方。
隨宋皇臺站工程相關工程竣工，世運花園已於2019年9月重開。

## 出入口
世運花園設有四組行人出入口，連接四條外圍的行人隧道，俱為樓梯。因興建宋皇臺站而加建兩部升降機，連接亞皆老街遊樂場及公園之間行人隧道兩端，及連接宋皇臺站地下通道與連接太子道西的行人隧道。

## 公共交通

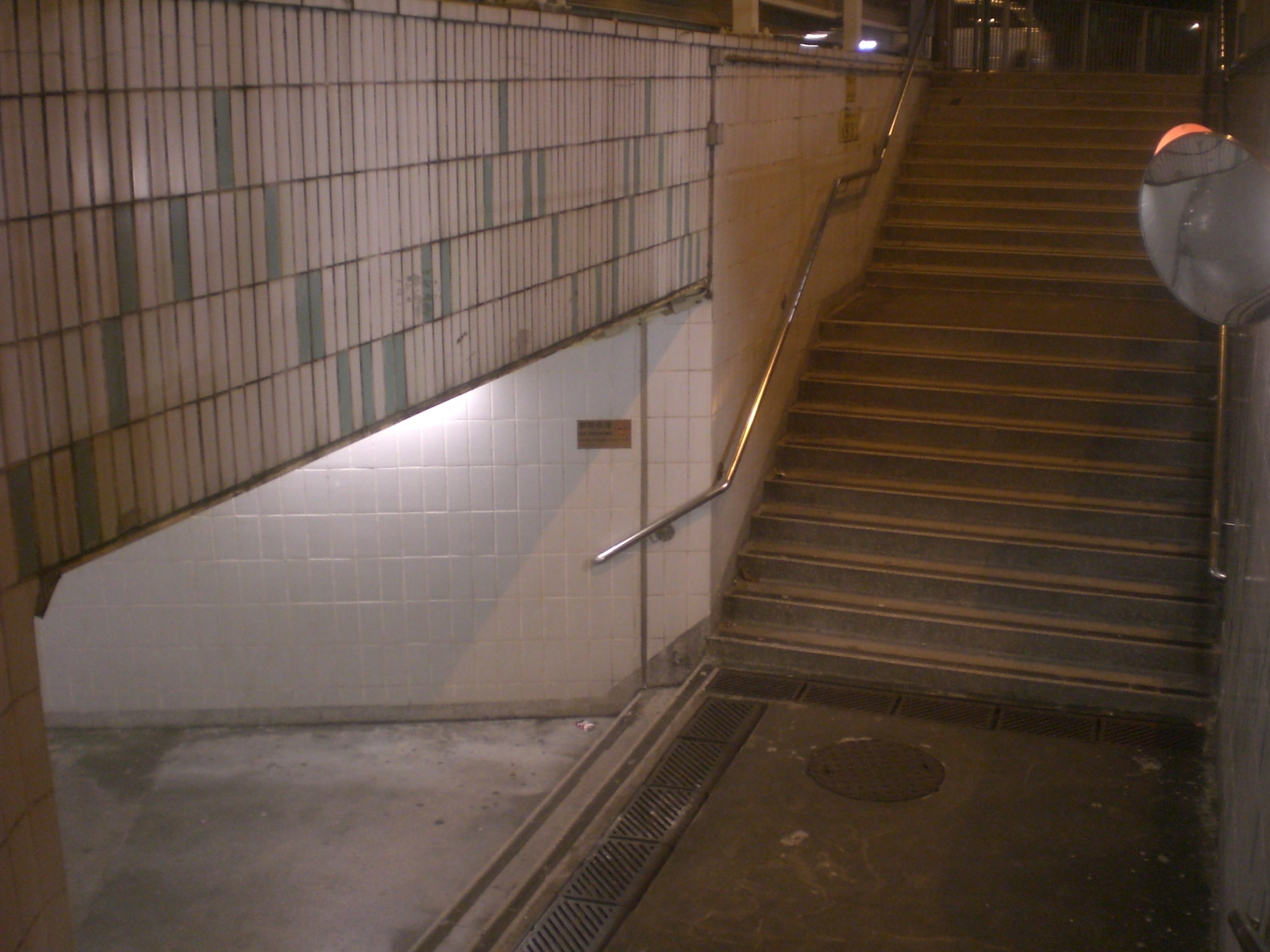
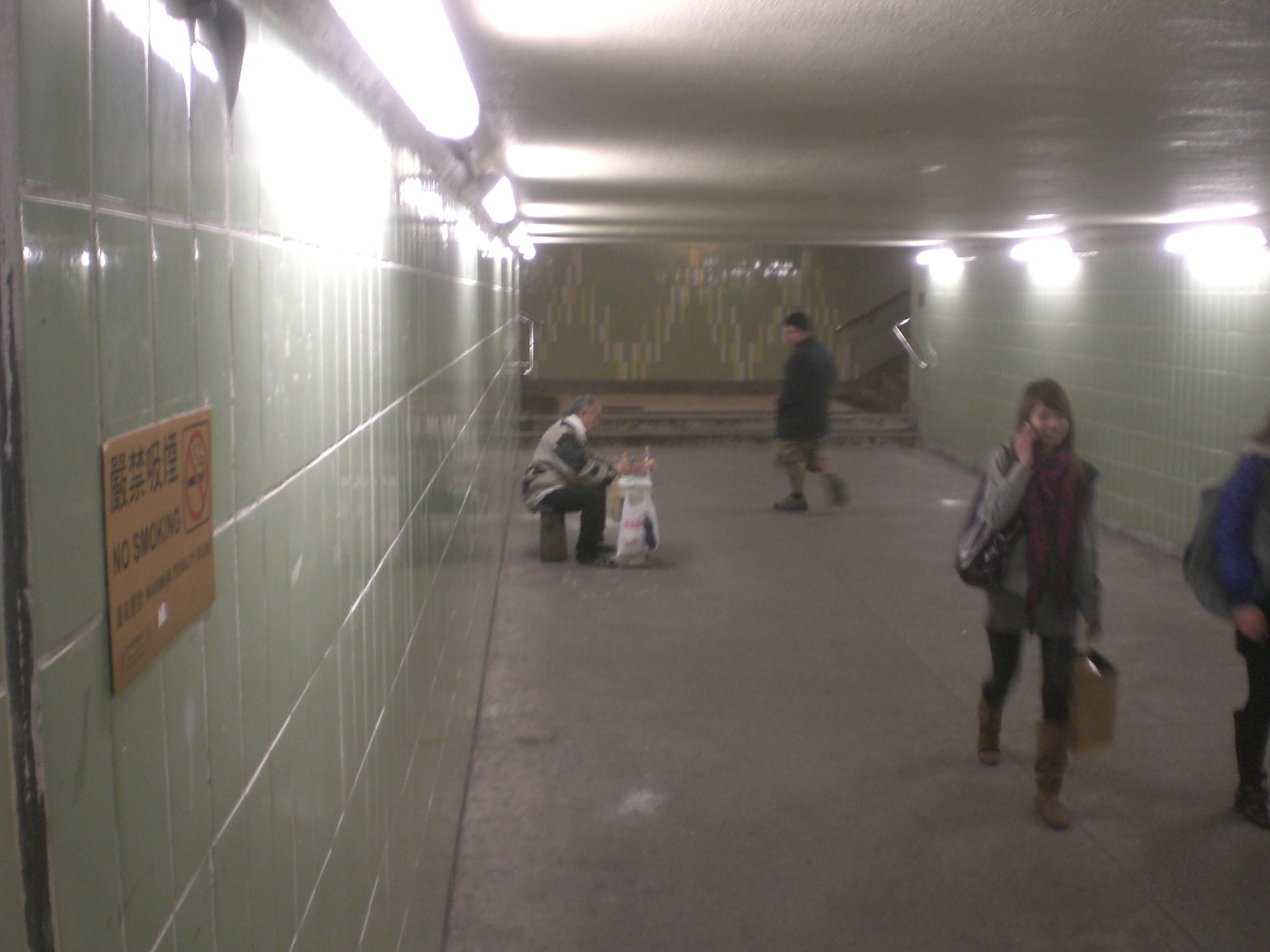

## 禁煙安排
此場地（除吸煙區外）禁止吸煙。